# فریدریش اولبریخت
فریدریش اولبریخت (به آلمانی: Friedrich Olbricht) (زاده ۴ اکتبر ۱۸۸۸ – مرگ ۲۱ ژوئیه ۱۹۴۴) ژنرال آلمانی در دوره رایش سوم و از ۱۰ نوامبر ۱۹۳۸ تا ۱۵ فوریه ۱۹۴۰ فرمانده لشکر بیست و چهارم پیاده ورماخت بود. نقش او بخاطر دسترسی به سیستم‌های مخابراتی و ارتش ذخیره آلمان در کودتای ۲۰ ژوئیه ۱۹۴۴ کلیدی بود. وی فرمان آغاز عملیات والکری را امضا کرد اما به دلیل تأخیر در این عملیات باعث شکست کودتا شد. علت تأخیر اولبریخت در شروع عملیات والکری عدم اطمینان از مرگ هیتلر بود. او بعد از شکست کودتا در حیاط وزارت دفاع به همراه چند نفر دیگر از روسای کودتا از جمله سرهنگ اشتاوفنبرگ به دستور ارتشبد فروم تیرباران شد. ارتشبد فروم خود نیز پس از مدت کوتاهی به دلیل آگاهی از کودتای ۲۰ ژوئیه و عدم اطلاع به سران آلمان نازی، به دستور هیتلر اعدام شد.

## اوایل زندگی
وی پسر امیل اولبریخت یک پروفسور فیزیک بود. بعد از پایان تحصیل وی به هنگ ۱۰۶ پیاده لایپزیگ پیوست و در جنگ جهانی اول در ارتش امپراتوری خدمت کرد. بعد از جنگ با وجود پیمان ورسای (که باعث محدودیت تعداد افسران می‌شد) به عنوان سروان در رایشسور بود (۱۹۱۹).
اولبریخت با اوا کئوپل ازدواج کرد و صاحب یک دختر و یک پسر شد.

## نشان‌ها و افتخارات
- صلیب آهنین درجه یک و دو (۱۹۱۴)
- صلیب شوالیه آهنین نظامی سنت هنری
- صلیب شوالیه درجه دوم ساکسونی به همراه شمشیر
- صلیب شوالیه درجه یک البرت به همراه شمشیر
- صلیب افتخار جنگ جهانی اول
- نشان افتخار ورماخت به پاس خدمات طولانی (درجه چهار تا یک)
- صلیب آهن درجه یک و دو (۱۹۳۹)
- صلیب لیاقت در هنر جنگ به همراه شمشیر (درجه یک و دو)
- صلیب شوالیه
- صلیب نقره‌ای آلمان (اوت ۱۹۴۳)